# Iris foetidissima
Iris foetidissima är en irisväxtart som beskrevs av Carl von Linné. Iris foetidissima ingår i släktet irisar, och familjen irisväxter. Inga underarter finns listade i Catalogue of Life.

## Bildgalleri

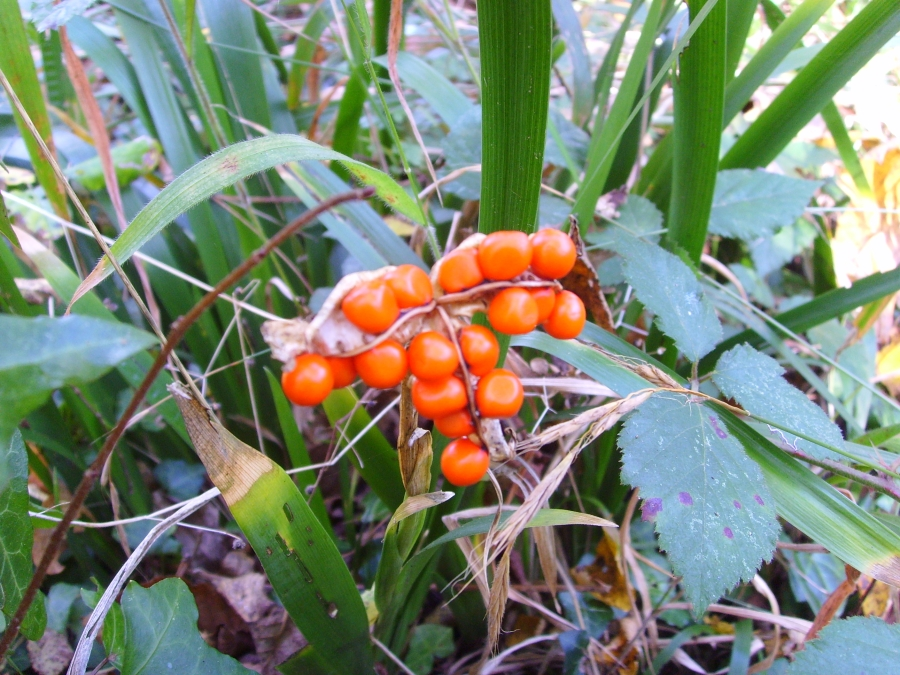
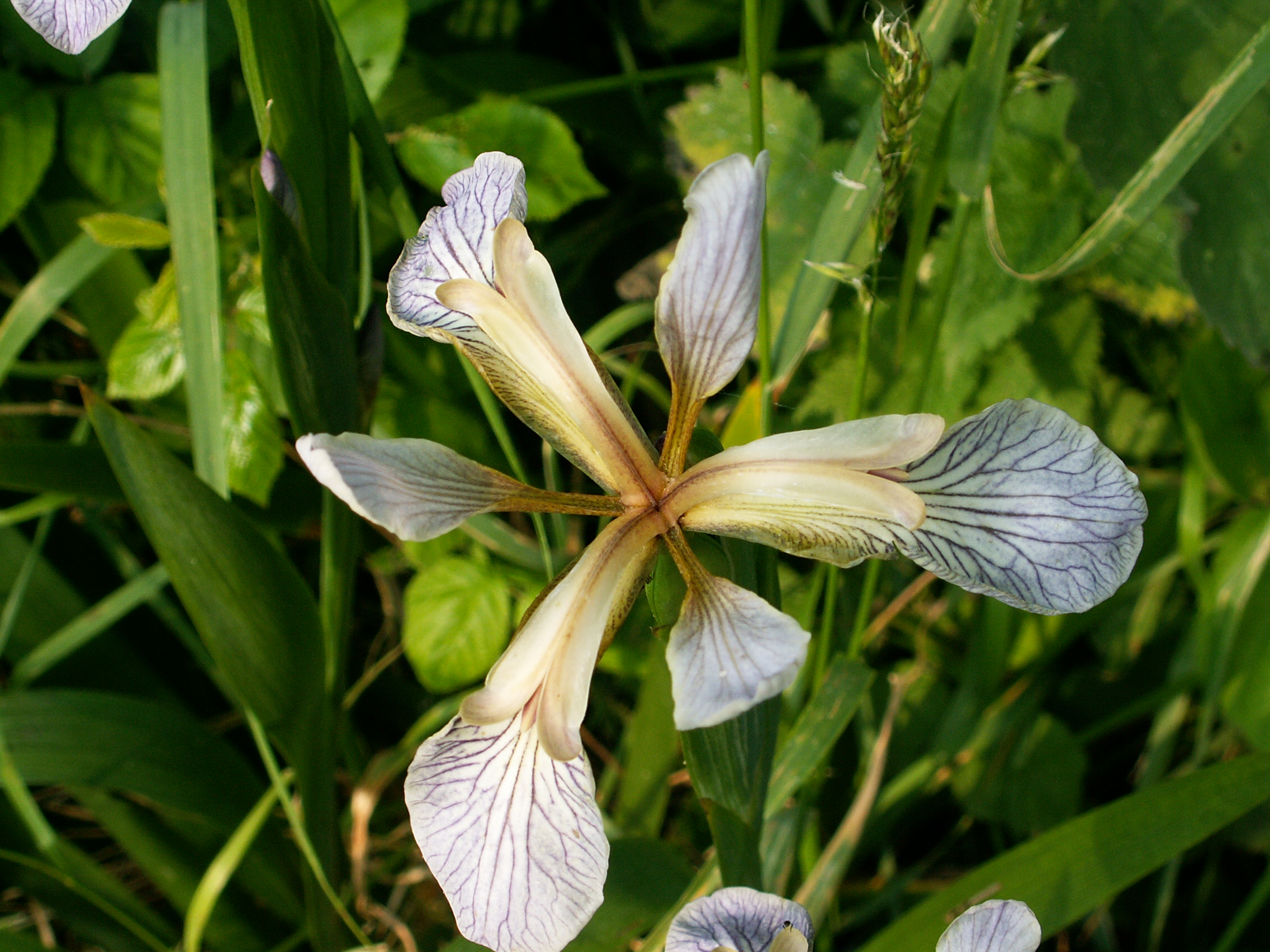
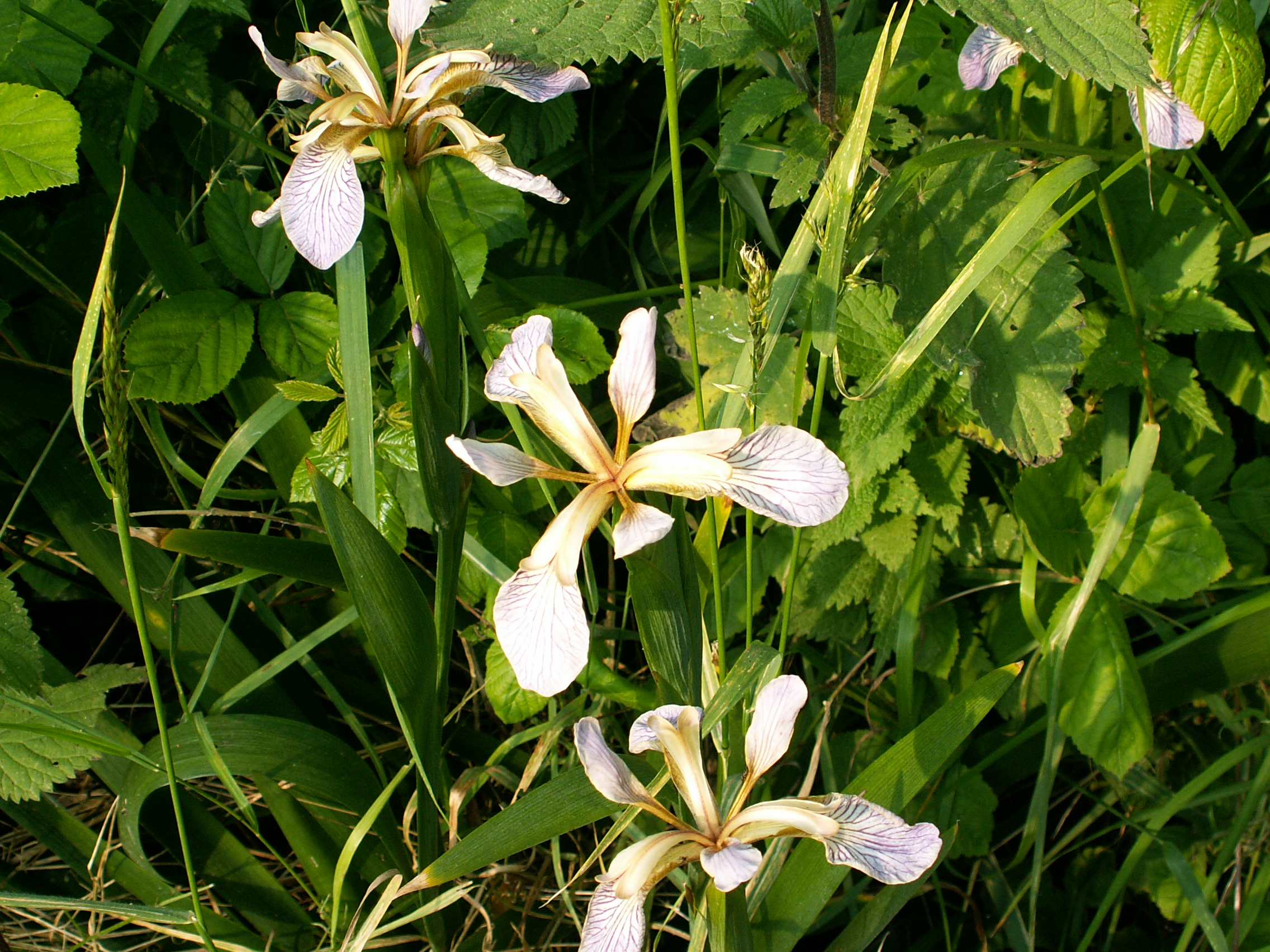
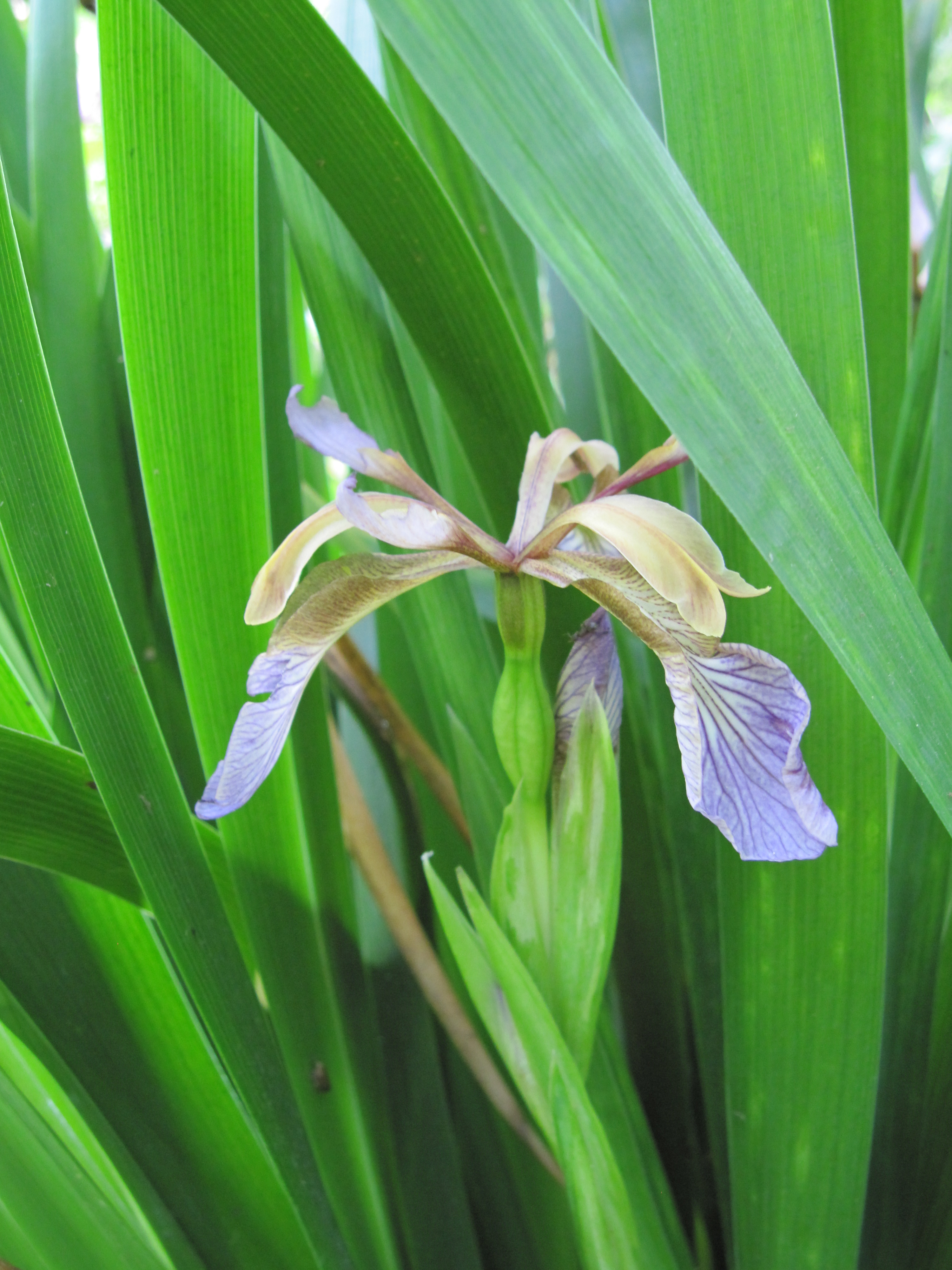
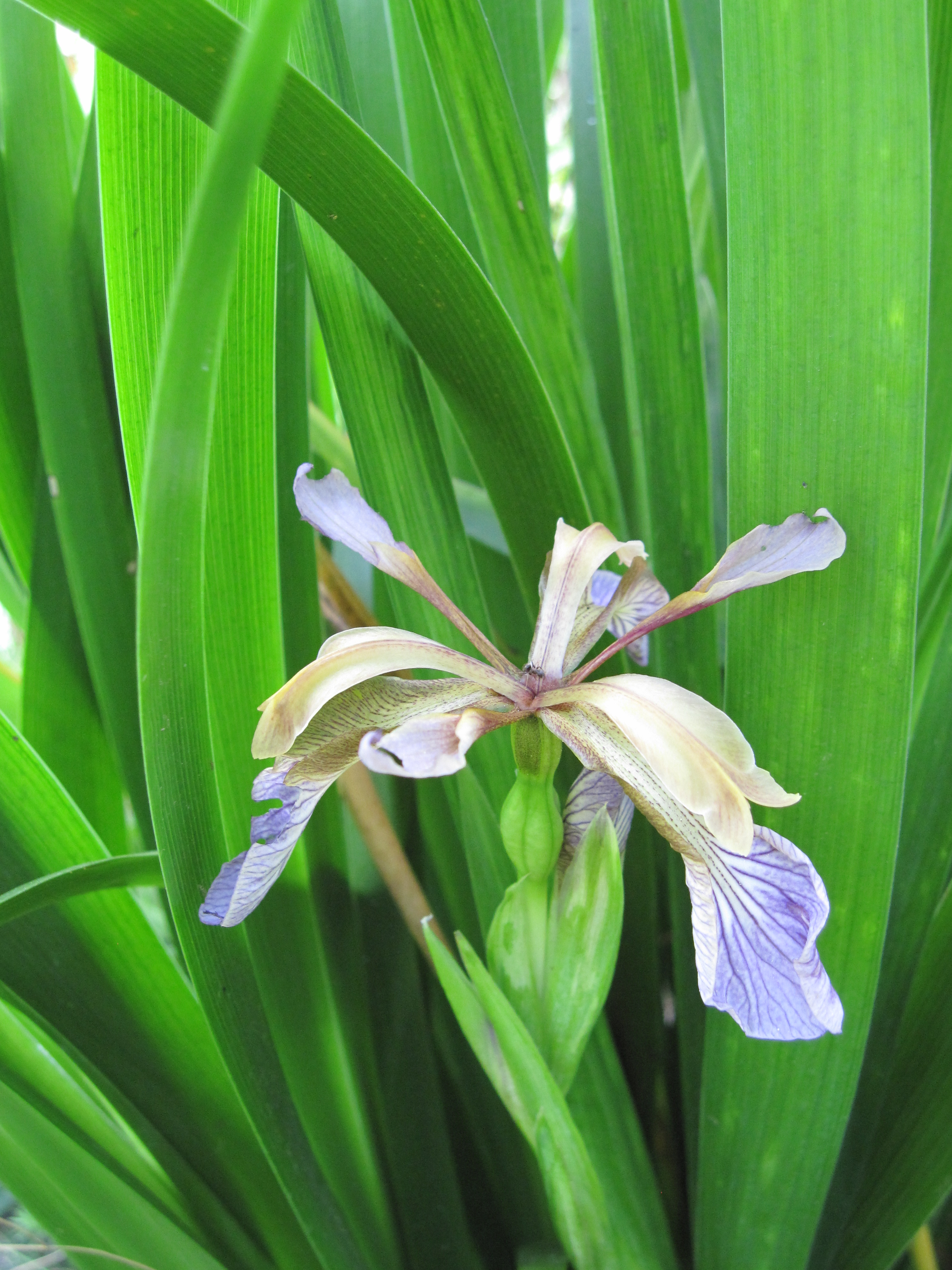
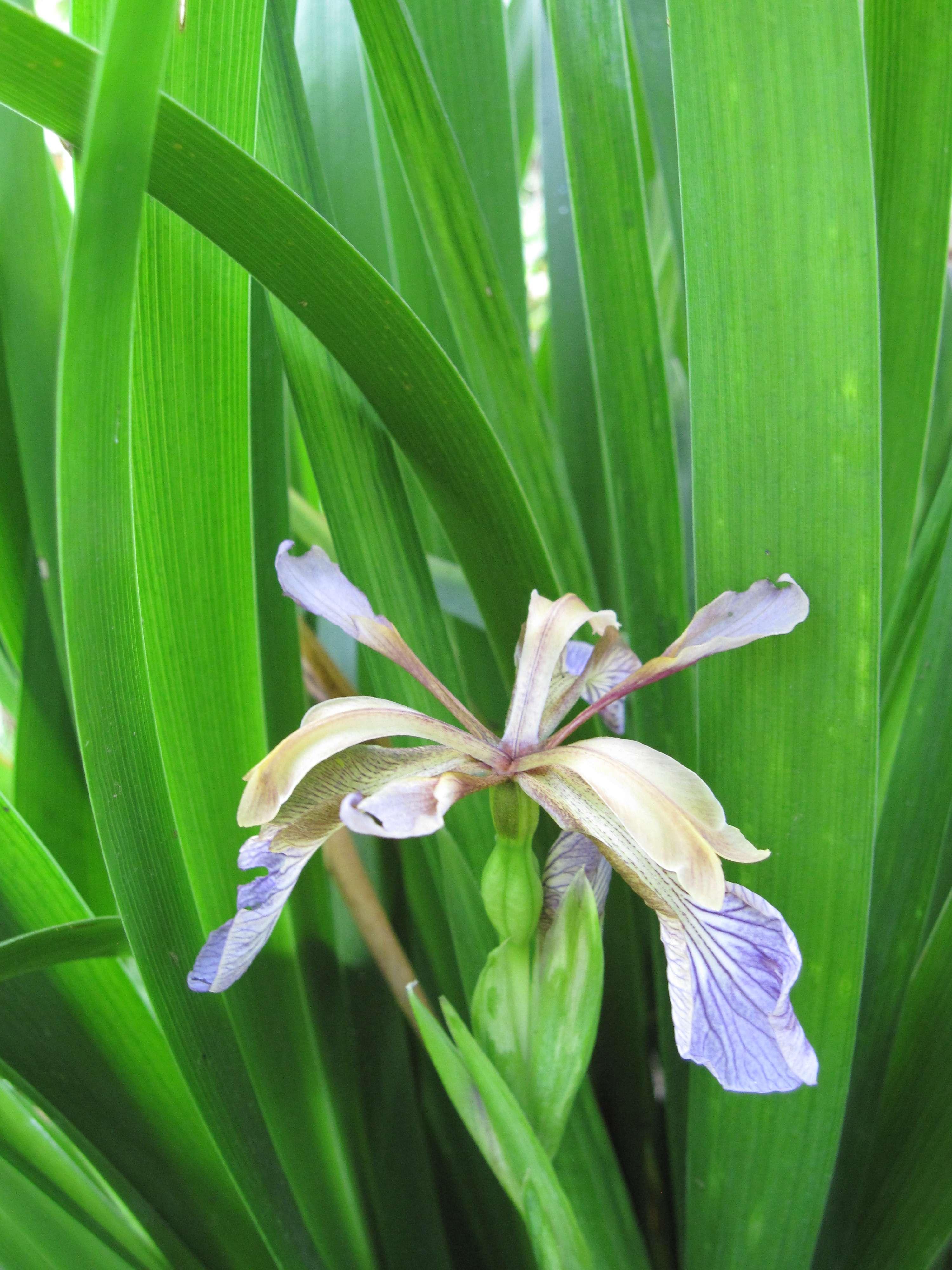